# Chaswe Nsofwa
Chaswe Nsofwa (22 oktober 1978/1980 – Beër Sjeva, 29 augustus 2007) was een Zambiaans profvoetballer.

## Clubvoetbal
Nsofwa begon zijn voetballoopbaan bij het Zambiaanse Zanaco FC. In 2003 verhuisde hij naar het Russische Krylja Sovetov Samara, daarna verhuisde hij naar het Maleisische Melaka TMFC. In 2007 begon hij bij de Israëlische tweededivisionist Hapoel Beër Sjeva. Daar kwam hij de eerste speelronde niet aan spelen toe. Hij maakte zijn debuut op 25 augustus 2007 in een wedstrijd tegen Hakoah Amidar Ramat Gan. Hij scoorde gelijk twee doelpunten.

## Overlijden
Op woensdag 29 augustus 2007 kreeg Nsofwa een hartstilstand tijdens een oefenwedstrijd in Beër Sjeva tegen aartsrivaal Maccabi Beër Sjeva. Voordat hulpverleners van Magen David Adom waren toegesneld, had Nsofwa reeds zijn tong ingeslikt. Toen hij veertig minuten later door de hulpverleners naar het ziekenhuis van Beër Sjeva, het Soroka Medical Center, was gebracht, bleek hij te zijn overleden.
Nsofwa's overlijden volgde een dag na het overlijden van Spaans voetbalinternational Antonio Puerta.

## Nationaal elftal
Nsofwa kwam drieëndertig keer uit voor het nationale voetbalelftal van Zambia en maakte daarin negen doelpunten. In 2002 maakte hij deel uit van de selectie die speelde op de African Cup of Nations 2002 in Mali.

### Statistieken
| periode | club                       | land     | competitie              | duels | goals |
| ------- | -------------------------- | -------- | ----------------------- | ----- | ----- |
| 1999/02 | Zanaco FC                  | Zambia   | Premier League          | ?     | ?     |
| 2003/   | Krylja Sovetov-2 Samara    | Rusland  | Premjer-Liga            | 4     | 2     |
| 2003/   | Krylja Sovetov Samara      | Rusland  | Premjer-Liga            | 2     | 0     |
| 2004    | Zanaco FC                  | Zambia   | Premier League          | ?     | ?     |
| 2005    | Green Buffaloes            | Zambia   | Premier League          | ?     | ?     |
| 2005/06 | Melaka TMFC                | Maleisië | Super League (Maleisië) | ?     |       |
| 2006/07 | Hapoel Ironi Kiryat Shmona | Israël   | Liga Leumit             |       |       |
| 2007    | Hapoel Beër Sjeva          | Israël   | Liga Leumit             | 1     | 2     |